# Comités syndicalistes révolutionnaires
Pour les articles homonymes, voir CSR.
Les Comités syndicalistes révolutionnaires (CSR), aussi appelés Courant syndicaliste révolutionnaire, sont une tendance trans-syndicale créée en 1919 au sein de la Confédération générale du travail (CGT) en France, et en 1922 au sein de la Confédération nationale du travail (CNT) en Espagne. Ces structures sont dissoutes respectivement en 1921 pour les CSR français, qui entrent massivement dans le PCF et deviennent la CGT-U après leur exclusion, et en 1925 pour les CSR espagnols, qui entrent massivement au PCE.
En France, un courant syndical reprend l'appellation en 1995 en se réclamant de ses fondateurs et des nombreuses expériences de syndicalisme révolutionnaire dans le monde.

## Histoire

### En France

#### Fondation

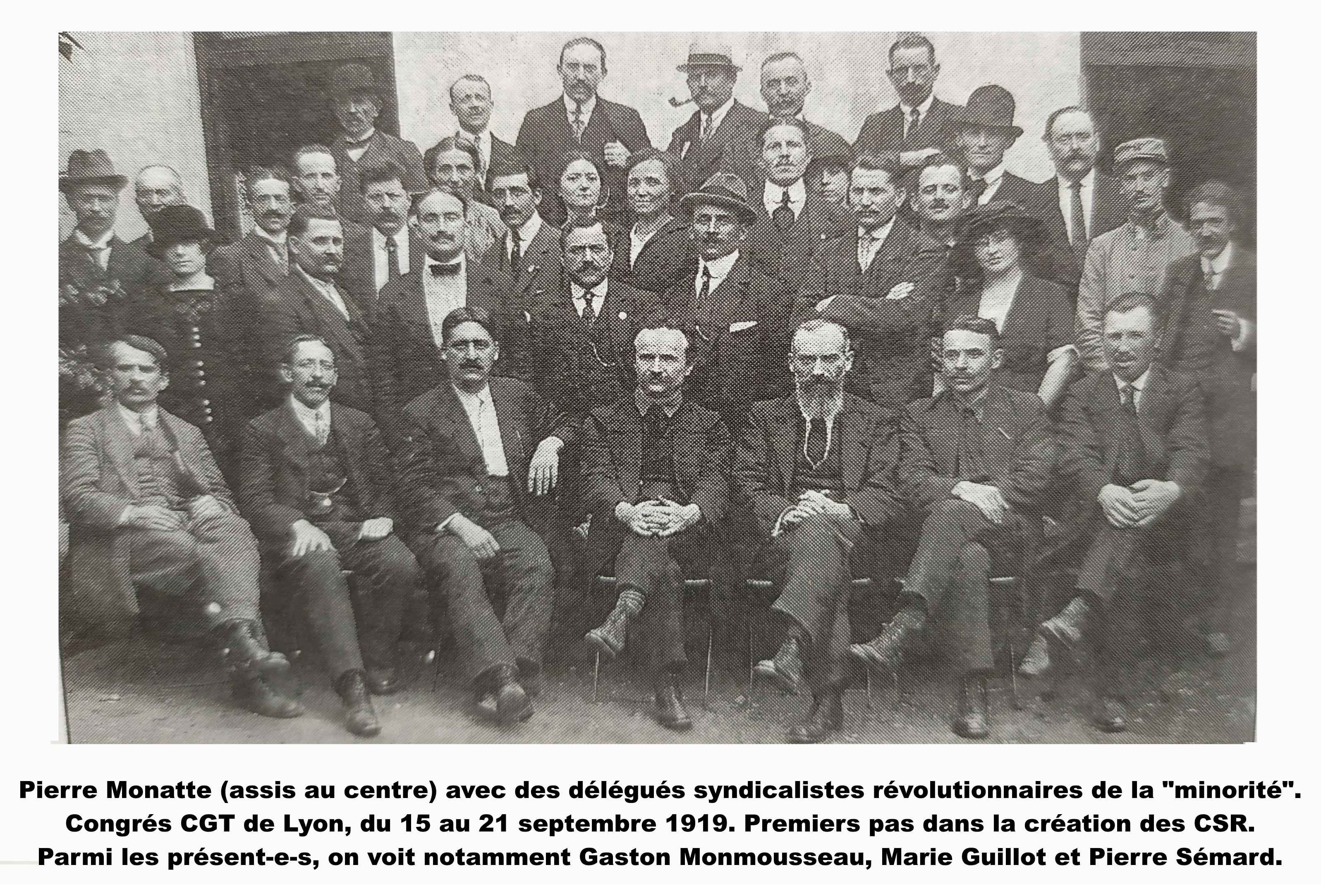
Pierre Monatte (assis au centre) avec les dirigeants de la « minorité » SR au congrès CGT de Lyon, septembre 1919.

Ce sont des militants du courant syndicaliste révolutionnaire d'avant-guerre, opposés à la collaboration de la CGT avec le gouvernement pendant la Première Guerre mondiale dans le cadre de « l'Union sacrée », comme Pierre Monatte, qui créent les Comités syndicalistes révolutionnaires (CSR). Ils le font de façon non officielle tout d'abord, au printemps 1919, en s'appuyant sur La Vie ouvrière qui reparaît à la veille du Premier mai. Autour de la Librairie du Travail, installée Quai de Jemmapes à Paris, animée par un ancien comptable anarchisant, Marcel Hasfeld, se regroupe un noyau de militants qui va essaimer et s'organiser en vue du Congrès de la CGT qui se tient à Lyon en septembre 1919. Ils sont notamment relayés, dans le syndicalisme enseignant, par l'institutrice Marie Guillot, qui dans l'organe L'École émancipée lance en décembre l'appel à l'organisation des CSR. Ils déclarent représenter 300 000 syndiqués.
Les ouvriers syndicaliste-révolutionnaires, revenus des tranchées et radicalisés par la guerre, mais aussi par l'exemple de la Révolution russe, se re-syndiquent massivement dans la CGT. Les CSR sont adhérents à l'Internationale communiste dès sa fondation au côté du premier Parti communiste d'inspiration libertaire, y envoient, sous le couvert de La Vie ouvrière, des délégués. Pierre Monatte en devient secrétaire général en 1921.

#### Influences dans la CGT et le PCF
Les syndicalistes-révolutionnaires pensent redevenir rapidement majoritaires dans la CGT, et dans les faits la majorité réformiste de Jouhaux ne rassemble plus que 53% des mandats. Jouhaux propose sa démission contre la dissolution des CSR, qui est refusée, et une motion de Jouhaux concernant l'interdiction de double appartenance CSR et CGT est adoptée à 63 voix contre 57 au Comité Confédéral National (CCN) de septembre 1921. De ce fait, de nombreuses structures syndicales de la CGT sont exclues, et les exclus organisent une assemblée des organisations exclues du 22 au 24 décembre qui vont regrouper 1586 syndicats et créeront la CGT-U Les CSR servent de squelette à la création de la CGT-U, et s'y dissolvent.
Le courant syndicaliste-révolutionnaire perdra aussi de son influence au profit du Parti communiste qui est pourtant créé avec le concours de syndicalistes-révolutionnaires. Mais grâce au mythe de la Révolution russe, à la solidarité internationale entre les organisations communistes et au financement par l'Union soviétique, les dirigeants « communistes » finiront par s'imposer à la tête du syndicalisme CGTiste.
L'appareil du PCF résultant de la scission du congrès de Tours est très instable, chaque année les effectifs sont renouvelés à hauteur de 30 à 40%. Semard et Monmousseau, délégué de la CGT-U rencontrent Lénine qui encourage l'entrée des syndicalistes-révolutionnaires dans le PCF. Au IIIème congrès de l'IC, la fusion des CSR avec le PCF est demandée par l'IC comme condition à toute lutte sérieuse des travailleurs français. Les CSR jouent le rôle de cheville ouvrière du PCF, bousculent les anciens du SFIO et le construisent en grande partie. L'Humanité se dote d'une rubrique syndicale qui servira de tribune syndicaliste révolutionnaire. En 1924, c'est Sémard, ancien délégué au comité central des CSR, qui est nommé secrétaire général du PCF.
Pierre Monatte et d'autres militants syndicalistes-révolutionnaires seront exclus du PCF peu après fin 1924. Cela marque la fin des anciens CSR dans le PCF, tout en ayant légué au parti une structure et une implémentation durables. Ils créeront la Ligue syndicaliste pour regrouper à nouveau les SR et publieront une revue qui prend la suite de la Vie ouvrière, La Révolution prolétarienne.
1926 a vu la scission de la part anarchisante de la CGT-U et la création de la CGT-SR par ces syndiqués qui refusaient la mainmise communiste sur le syndicat.
L'influence du syndicalisme-révolutionnaire participera à la réunification syndicale de la CGT qui aboutira en 1936 notamment grâce à l'initiative de la Ligue syndicaliste qui lance le Comité des 22 regroupant dès 1930 des militants connus de la CGT, la CGT-U et des syndicats autonomes.
Par rejet de l'influence excessive des partis sur le mouvement syndical mais aussi de la bureaucratie syndicale, de nombreux militants syndicalistes reviennent régulièrement à la pratique syndicaliste-révolutionnaire comme ceux qui quitteront le PCF dans les années 1930 par refus du Front populaire et de l'alliance avec des bourgeois de gauche (SFIO).
Ces militants fonderont les Cercles syndicalistes lutte de classe en 1937.

## En Espagne

### Contexte et fondation
La CNT espagnole est créée en 1910 sur la base de la CGT française, alors fortement influencée par le courant syndicaliste révolutionnaire. Le congrès de fondation vote en faveur de l’appellation Confederacion General del Trabajo de Esapaña ou CGT-E, mais ce nom étant rejeté par les autorités espagnoles, c'est la désignation « Confédération nationale du travail » (CNT) qui est adoptée. Les militants espagnols ont étudié et adapté la pratique syndicaliste révolutionnaire française au contexte espagnol, et la création de la CNT doit servir à une unification avec l'UGT, syndicat lié au PSOE sur une base non idéologique. Le courant syndicaliste révolutionnaire est omniprésent dans la CNT jusqu’en 1919, alors que la révolution socialiste en Europe s'est limitée à l'URSS.
Les premières oppositions vont naître en Catalogne, avec le début de l’anarcho-syndicalisme. C'est au même moment que le pistolérisme débute, ce qui accroit la répression contre les militants de la CNT. Cristallisé autour du but révolutionnaire, le CNT se déchire entre un but socialiste neutre pour les syndicalistes révolutionnaires et un communisme anarchiste pour les anarcho-syndicalistes, et c'est l’inscription du but de Communisme libertaire qui triomphe lors du congrès de 1919.
La revue Lucha Social, lancée en 1919 et dirigée par Joaquin Maurin à partir d'avril 1920, journal des syndicats de Lerida, devient vite une référence pour les syndicalistes révolutionnaires de toute l’Espagne, et sera le lieu de réflexion et de propagande. Dans la CNT, l'affrontement se renforce, en 1921, c'est la question de l'adhésion à l'Internationale Syndicale Rouge - Profintern (ISR) qui divise syndicalistes révolutionnaires et anarcho-syndicalistes. L'année suivante, les anarcho-syndicalistes font rallier la CNT à l'AIT aux dépens de l'ISR. C'est à ce moment que les syndicalistes révolutionnaires espagnols décident de former des « groupes syndicalistes » pour coordonner leurs actions.
Les groupes syndicalistes organisent le 24 décembre 1922 une Conférence des Groupes syndicalistes révolutionnaires, qui verra la fondation des Comités Sindicalistas Revolucionarios(es). Y participent des délégués des Asturies, de Biscaye, de Burgos, de Catalogne et de Valence. Le journal La Lucha Social de Lerida et L'Accion Sindicalista de Valence fusionnent pour former un journal officiel des CSR, La Batalla ((es)).

### Activité
La tâche que se donnent les CSR est de travailler dans la CNT pour la rendre autonome d'une idéologie politique, de rentrer dans l'action révolutionnaire, de lutter pour la défense de la journée de 8 heures et de bons salaires, de réunir les travailleurs espagnols dans une unique organisation et d'adhérer à l'ISR. Andrés Nin est délégué comme représentant des CSR à l'ISR, alors que Jesus Ibañez et Maximo Sanchez sont nommés au Comité exécutif.
Six mois après leur constitution, les CSR regroupent 50 000 adhérents, dont certaines fédération ayant une très forte implantation (Lérida, Tarragone, Baléares, Valence).
Les CSR ont beaucoup de difficultés à augmenter leur audience, la CNT est clandestine à partir de 1923 et les débats sont donc difficiles. Elle se heurte de plus à une opposition systématique des anarcho-syndicalistes majoritaires, qui voient dans les CSR une manœuvre du PCE.

### Dissolution
Avec le pronunciamiento de Primo de Rivera, les CSR se trouvent privés d'un milieu syndicale normal. Les effectifs de la CNT s’effondrent avec son interdiction, alors que l'UGT a exclu de ses rangs tous les travailleurs favorables à l'ISR. Certaines fédérations régionales de la CNT votent leur auto-dissolution, ce qui favorise les anarcho-syndicalistes habitués à la clandestinité et au pistolérisme, alors que la stratégie des syndicalistes révolutionnaires se base sur l'action syndicale. Des syndicats et fédérations sous influence des CSR se maintiennent ou passent à l'autonomie. La pression des anarcho-syndicalistes se renforce contre les militants de CSR, à qui on empêche de parler lors des plenums des syndicats, et qui sont parfois exclus par la force. Les syndicats encore sur la ligne des CSR sont dissous par les dirigeants anarcho-syndicalistes.
La répression frappe fortement les figures de proue des CSR, Nin et Maurin subissent des tentatives d’assassinat, alors que Foix (ca), rédacteur de La Batalla (es) est assassiné en avril 1923. Le journal est la cible d'un attentat au colis piégé en 1923, censuré début 1924 puis interdit à l'été 1924. Les militants des CSR sont arrêtés, en août et en septembre 1924, ce qui laisse le mouvement désorganisé.
Le moment révolutionnaire est passé en Europe, et en Espagne. Le syndicalisme est rendu très difficile par la répression, et l'Internationale Communiste reste la seule source de lumière. Les CSR entrent alors au PCE, alors que leurs homologues français sont en train de s'en faire exclure, mais prévoient d'en prendre la direction pour le sortir de sa passivité à l'égard de la dictature. C'est chose faite en novembre 1924, avec la nomination de Maurin au poste de secrétaire général du PCE. Mais à peine sorti de la passivité, l'État espagnol change son attitude de tolérance pour réprimer durement le parti. Maurin est arrêté le 12 janvier 1925, les CSR se  dissolvent dans le PCE.
Une grande partie des anciens militants des CSR se retrouveront quelques années plus tard pour former le Bloc ouvrier et paysan.

## Refondation en 1995

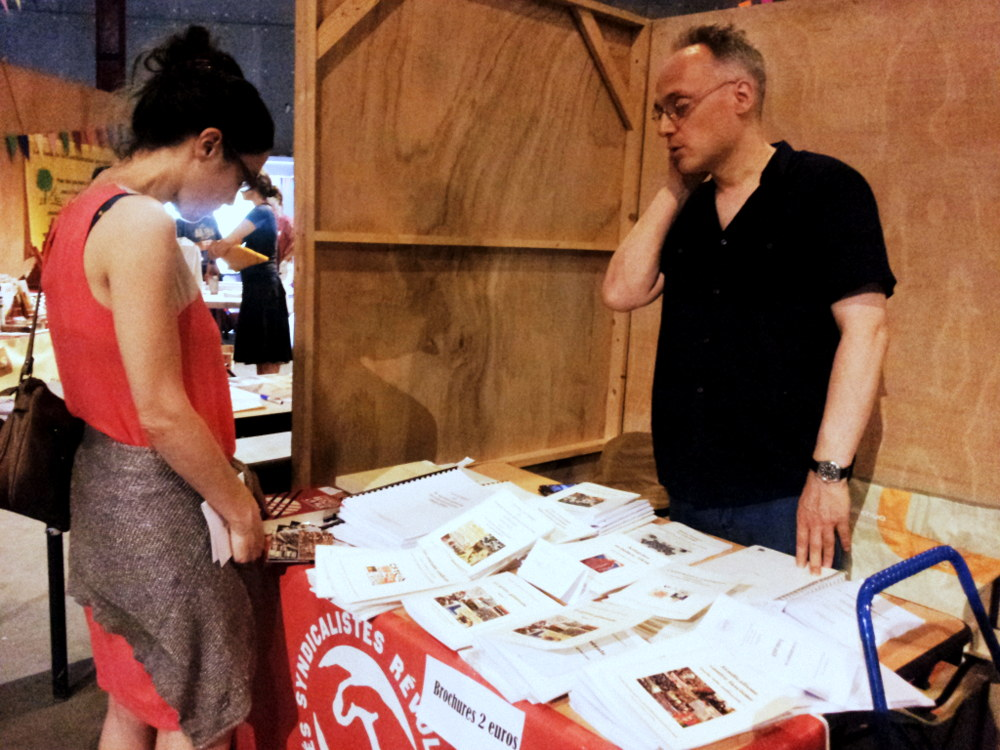
Stand des CSR à la Foire à l'autogestion en 2015.

Le cercle de réflexion et d'action syndicaliste édite une revue, Alternative syndicaliste, au sous-titre de revue syndicaliste révolutionnaire qui sera une base de réflexion au renouveau syndicaliste révolutionnaire. Au lendemain des grèves de 1995, un courant syndical reprend l'appellation des Comités syndicalistes révolutionnaires en se réclamant de ses fondateurs et des nombreuses expériences de syndicalisme révolutionnaire dans le monde.
Ces militants de la CGT, de SUD et de la CNT-Vignoles recréent les Comités syndicalistes révolutionnaires et publient une revue, Syndicaliste !, qui publiera 45 numéros jusqu'en 2014. L'action des CSR refondés se concentre principalement dans la CGT, vue comme la principale structure syndicale pour reconstruire et réunifier le syndicalisme français, avec la coordination des militants et l'implémentation des méthodes du syndicalisme révolutionnaire.